# Пуресев, Сергей Васильевич
Сергей Васильевич Пуресев – российский конькобежец и велогонщик. Четырёхкратный чемпион России по конькобежному спорту (1891, 1893, 1894 и 1895 годов). Первый россиянин - участник чемпионата мира по конькобежному спорту (1894). Доктор медицины (1914).

## Биография
В 1889 году участвовал в первом чемпионате России по конькобежному спорту. В финальном забеге уступил петербуржцу Александру Паншину. Годом спустя на чемпионате России, на который единственный раз в истории были допущены иностранные скороходы, стал третьим, уступив норвежцу Адольфу Норсенгу и финну Теодору Бальчевскому. В 1891 году впервые завоевал титул чемпиона России. В 1892 году на соревнованиях в Юсуповском саду Санкт-Петербурга одержал победу на дистанции 3 мили, опередив Паншина, после чего последний ушёл из конькобежного спорта переключившись на фигурное катание. В 1893 году вновь стал чемпионом России и защитил титул в 1894 и 1895 годах. В  1896 году по регламенту для завоевания титула чемпиона России необходимо было победить на дистанциях 1500 и 5000 метров. Пуресев победил на дистанции 1500 метров, однако на дистанции 5000 метров уступил Александру Белоусову, и титул был признан неразыгранным. 
В 1894 году принял участие во 2-м чемпионате мира по конькобежному спорту в классическом многоборье. По сумме всех дистанций показал второй результат, однако в соответствии с регламентом тех лет никаких наград не получил и призёром чемпионата мира не считается.
Также вместе со своим однокурсником-медиком сербом Георгием Нешичем (англ.), в будущем ведущим сербским офтальмологом, участвовал в велогонках на тандемах. После 1896 года в соревнованиях не участвовал полностью сосредоточившись на медицинской карьере.
С 1909 по 1915 год работал ординатором в московской Мариинской больнице.
Автор книг: «Острые инфекционные болезни» (1909, 1915), «Патологоанатомические изменения надпочечных желез при острых инфекциях» (1914).
Вплоть до 1942 года был практикующим врачом в Москве .

## Достижения
| турнир                            | дата                 | город     | 500 м       | 1500 м       | 3000 м                   | 5000 м      | 10000 м     | 3 версты (3180 м) | место     |
| --------------------------------- | -------------------- | --------- | ----------- | ------------ | ------------------------ | ----------- | ----------- | ----------------- | --------- |
| 1-й чемпионат России              | 19 февраля 1889      | Москва    | –           | –            | –                        | –           | –           | 7.41,0 (2)        | –         |
| 2-й чемпионат России              | 24 февраля 1890      | Москва    | –           | –            | –                        | –           | –           | 6.38,2 (3)        | –         |
| 3-й чемпионат России              | 14 февраля 1891      | Москва    | –           | –            | –                        | –           | –           | 6.22,5 (1)        | –         |
| 5-й чемпионат России              | Февраль 1893         | Москва    | –           | –            | –                        | –           | –           | 6.32,2 (1)        | –         |
| 2-й чемпионат мира – многоборье   | 10 – 11 февраля 1894 | Стокгольм | 55,8 (12/q) | 2.52,6 (5/q) | –                        | 10.19,0 (3) | 20.28,6 (4) | –                 | (2)       |
| 6-й чемпионат России              | Февраль 1894         | Москва    | –           | –            | 6.11,0 (1/q), 6.13,7 (1) | –           | –           | –                 | –         |
| 7-й чемпионат России – многоборье | 14 февраля 1895      | Москва    | –           | 2.51,7 (1)   | –                        | 10.10,2 (1) | –           | –                 | 1         |
| 8-й чемпионат России – многоборье | Февраль 1896         | Москва    | –           | 3.01,0 (1)   | –                        | –           | –           | –                 | без места |

## Ссылка
- Сайт Deutsche Eisschnelllauf-Gemeinschaft, нем.